# Frank Lovejoy
Frank Lovejoy (28 de març del 1912, Nova York - 2 d'octubre del 1962) fou un actor cinematogràfic estatunidenc dels anys '40 i '50, que interpretà habitualment papers secundaris. Abans de fer-se actor de cinema, Lovejoy fou un exitós narrador radiofònic i actor teatral. Lovejoy va ser actor de veu a la sèrie radiofònica dels anys '30 anomenada Gangbusters, interpretà el personatge principal del programa de ràdio dels anys '40 Blue Beetle, i participà en la sèrie radiofònica dels '50 Nightbeat.
Al cinema Lovejoy va ser efectiu interpretant personatges ordinaris en situacions extraordinàries. Lovejoy també actuà en moltes pel·lícules sobre la Segona Guerra Mundial. És de destacar el film del 1952 Retreat Hell, en què es descrivia l'enretirada de l'exèrcit estatunidenc a la Batalla de la Reserva de Chosin durant la Guerra de Corea. Fou dirigida per Joseph H. Lewis.
Lovejoy va estar casat amb l'actriu Joan Banks, amb qui va tenir un fill i una filla. Anteriorment havia estat casat amb Frances Williams. Va morir a causa d'un atac de cor a Nova York el 1962.

## Filmografia
| Cinema     | Cinema                                                     | Cinema                          | Cinema                           |  |
| Any        | Pel·lícula                                                 | Paper                           | Notes                            |  |
| ---------- | ---------------------------------------------------------- | ------------------------------- | -------------------------------- |  |
| 1949       | Black Bart                                                 | Mark Lorimer                    |                                  |  |
| 1949       | Home of the Brave                                          | Sergent Mingo                   |                                  |  |
| 1950       | In a Lonely Place                                          | Detective Sergeant Brub Nicolai |                                  |  |
| 1950       | Try and Get Me!                                            | Howard Tyler                    | també titulada The Sound of Fury |  |
| 1951       | I Was a Communist for the FBI                              | Matt Cvetic                     |                                  |  |
| 1951       | Force of Arms                                              | Major Blackford                 |                                  |  |
| 1952       | Retreat, Hell!                                             | Tinent Coronel Steve L. Corbett |                                  |  |
| 1953       | House of Wax                                               | Tinent Thomas "Tom" Brennan     |                                  |  |
| 1953       | The Hitch-Hiker                                            | Gilbert Bowen                   |                                  |  |
| 1955       | The Americano                                              | Bento Hermany                   |                                  |  |
| 1955       | Strategic Air Command                                      | General Ennis C. Hawkes         |                                  |  |
| 1954       | Beachhead                                                  | Sergent Fletcher                |                                  |  |
| 1954       | La càrrega dels genets indis (The Charge at Feather River) |                                 |                                  |  |
| 1956       | Julie                                                      | Detectiu Tinent Pringle         |                                  |  |
| 1958       | Cole Younger, Gunfighter                                   | Cole Younger                    |                                  |  |
| Television |                                                            |                                 |                                  |  |
| Any        | Títol                                                      | Paper                           | Notes                            |  |
| 1957-58    | Meet McGraw                                                | McGraw                          |                                  |  |
| Radio      |                                                            |                                 |                                  |  |
| Any        | Títol                                                      | Paper                           |                                  |  |
| 1952       | Gang Busters                                               | —                               |                                  |  |
| 1950-52    | Nightbeat                                                  | —                               |                                  |  |
| 1948       | Blue Beetle                                                | —                               |                                  |  |